# J. P. Losman
Jonathan Paul Losman (* 12. März 1981 in Venice, Kalifornien) ist ein US-amerikanischer American-Football-Spieler auf der Position des Quarterbacks. Er spielt für die Miami Dolphins in der National Football League (NFL).

## College-Karriere
Losman spielte College Football an der Tulane University. Zu Beginn war er zwei Jahre lang Ersatzmann des zukünftigen NFL-Spielers Patrick Ramsey, mit gelegentlichen Einsätzen als Starter. Während seines ersten Spiels als Starter gegen East Carolina passte Losman für 299 Yards und zwei Touchdowns. 2002 wurde Losman dauerhaft zum Starting-Quarterback ernannt und führte das Team zu acht Siegen, fünf Niederlagen und einen 36:28-Sieg beim Hawaii Bowl gegen die Hawaii Warriors. Nach einem Start mit einem Sieg-Niederlagen Verhältnis von 3-1 in die Saison 2003 verletzten sich mehrere Spieler von Tulane, was zu einem Ergebnis von 5-7 am Ende der Saison führte.
Losman beendete seine College-Karriere mit 570 von 987 Pässen (57,7 %) für 6754 Yards, 60 Touchdowns und 27 Interceptions. Er lief zudem 237 mal, wobei er 241 Yards und zehn Touchdowns erzielte.

## NFL-Karriere

### 2004
Nachdem die Bills 2004 Wide Receiver Lee Evans in der ersten Runde drafteten (13. Pick), erwarben sie einen zweiten Erstrunden-Pick von den Dallas Cowboys, mit dem sie Losman auswählten (1. Runde/22. Pick). Losman war der erste von den Bills in der ersten Runde gedraftete Quarterback seit Jim Kelly im Jahr 1983. Neben Losman wurden Eli Manning, Philip Rivers und Ben Roethlisberger als Quarterbacks in der ersten Runde gedraftet.
Während seines ersten Training Camps verletzte sich Losman, als er sich bei einem Zusammenstoß mit einem Mitspieler das Bein brach. In seiner ersten Saison war er Ersatzmann von Quarterback Drew Bledsoe und bekam wenig Einsatzzeit. In drei Spielen warf er fünf Pässe, von denen drei für insgesamt 31 Yards gefangen wurden. Mit der Entlassung von Bledsoe am Ende der Saison übernahm Losman dessen Position.

### 2005
In seinem ersten Spiel als Starter für die Bills führte Losman sein Team zu einem 22:7-Sieg über die Houston Texans. Im Verlauf der Saison hatte er Probleme mit seiner Wurfgenauigkeit und wurde von Kelly Holcomb ersetzt. Eine Verletzung Holcombs im Spiel gegen die Kansas City Chiefs führte zu einem erneuten Wechsel. Losman konnte die Bills gegen die Chiefs zu einem Sieg führen. Die Bills verloren aber fast alle weiteren Spiele, sowohl mit Losman als auch mit Holcomb als Quarterback.

### 2006
In der Off-Season nahmen die Bills mehrere Wechsel im Management vor, als neuer Trainer wurde Dick Jauron angestellt. In einem offenen Wettkampf im Training Camp konnte sich Losman durchsetzen und wurde zum Starter ernannt.
In der Saison 2006 konnte Losman seine Leistung deutlich steigern. Losman warf 19 Touchdowns und 14 Interceptions in 16 Spielen, darunter mehrere Spiele mit über 300 erworfenen Yards. Über die gesamte Saison hinweg hatte Losman 62,5 % seiner Pässe angebracht und erreichte ein Quarterback Rating von 84,9.

### 2007
Gegen die New England Patriots verletzte sich Losman, als er hart von Verteidiger Vince Wilfork getroffen wurde.
„Es war nur ein einfacher Swing-Pass nach außen um früh einen kompletten Pass zu werfen. Aber dieser Kerl kam und traf mich am Knie,“ sagte Losman, der für zwei weitere Spielzüge im Spiel blieb. „Ich wusste von Anfang an, dass etwas nicht stimmte, aber ich dachte mir, ich spiele einige Spielzüge und der Schmerz lässt vielleicht wieder nach.“
Er musste für die nächsten zwei Spiele aussetzen und wurde durch Rookie Trent Edwards ersetzt. Edwards konnte überzeugen und wurde trotz eines wieder einsatzfähigen Losman zum Starter ernannt.
Als Edwards sich gegen die New York Jets verletzte, wurde er von Losman ersetzt, der die Bills zum Sieg führen konnte. In seinem nächsten Spiel erwarf er fast 300 Yards und einen Touchdown in einem weiteren Sieg. Die nächsten beiden Spiele gingen verloren und Losman wurde endgültig durch Edwards als Starter ersetzt.
Unzufrieden mit seiner Position als Backup forderte Losman am Ende der Saison einen Transfer zu einem anderen Team, allerdings ohne mit einem Holdout zu drohen.

### 2008
Losman verblieb im letzten Jahr seines Vertrags bei den Bills und ersetzte in vier Spielen den verletzten Trent Edwards, konnte aber kein Spiel gewinnen.

### 2009
Mit dem Auslaufen seines Vertrags bei den Bills wurde Losman Free Agent, er konnte aber keine neue Anstellung bei einem NFL-Team bekommen. Losman wurde von den Las Vegas Locomotives in der neu gegründeten United Football League gedraftet und unterschrieb am 21. Juli einen Vertrag mit dem Team.
Am 15. Dezember 2009 verpflichteten die Oakland Raiders Losman, nachdem sich deren Starting Quarterback Bruce Gradkowski verletzt hatte. Nach weiteren Verletzungen von Charlie Frye und JaMarcus Russell, fünf Tage später, im Spiel gegen die Denver Broncos kam Losman zu einem Kurzeinsatz für die Raiders.

### 2010–2011
Am 18. Mai 2010 unterschrieb Losman einen Vertrag bei den Seattle Seahawks, wurde jedoch bereits am 4. September wieder entlassen und schließlich am 10. November wieder von den Seahawks eingestellt. Seit 2011 spielt er für die Miami Dolphins.